# Marie (Schiff, 1890)
Die Marie war eine eingleisige dänische Dampfeisenbahnfähre und wurde von Danske Statsbaner bei Burmeister & Wain bestellt. Sie wurde mit der Baunummer 157 am 16. April 1890 abgeliefert.

## Einsätze
Die Eisenbahnfähre wurde für die Fährstrecke Fredericia–Strib über den Kleinen Belt im Zuge der Bahnstrecke København–Fredericia gebaut. Dort unterstützte sie ab 1890 die Dampffähre Valdemar. Die Marie war als Eisbrecher ausgerüstet.
Die Fährverbindung über den Kleinen Belt wurde mit der Inbetriebnahme der Lillebæltsbroen am 14. Mai 1935 aufgegeben.
Bereits 1905 wurde die Fähre nach Masnedø verlegt, um dort den Fährdienst über den Storstrømmen im Verlauf der Bahnstrecke Ringsted–Rødby Færge nach Orehoved zu versehen. Im Rahmen dieser Verlegung wurde zudem der Heimathafen der Fähre am 26. August 1914 nach Masnedø verlegt.
Die Fährstrecke über den Storstrømmen wurde am 26. September 1937 mit der Einweihung der Storstrømsbroen eingestellt.
Hier blieb die Fähre nur wenige Jahre, um ab 1916 auf der Fährstrecke Glyngøre–Nykøbing Mors eingesetzt zu werden. Heimathafen blieb Masnedø. Auf dieser Strecke fuhr sie bis zu ihrem Einsatzende.
Auf Mors waren mit dem Eisenbahngesetz vom 27. Mai 1908 zwei Bahnstrecken auf der Insel mit Ausgangspunkt Nykøbing geplant worden. Der Fährhafen mit Gleisanschluss in Nykøbing war jedoch die einzige Maßnahme, die nach diesen Planungen ausgeführt wurde.

## Umbauten
Von 1904 bis zum 2. November 1905 wurde die Fähre in der Werft Kjøbenhavns Flydedok og Skibsværft umgebaut und verlängert. Bei dieser Gelegenheit erhielt das Schiff eine weitere Dampfmaschine für eine vorne angebrachte Antriebsschraube.
Am 11. Juni 1935 erhielt die Marie ein Schmalspurgleis, um neue Fahrzeuge nach Rønne für De Bornholmske Jernbaner (DBJ) auf die Insel Bornholm zu bringen. DBJ fuhr mit Meterspur-Fahrzeugen.

## Besondere Transporte
Die Marie mit Kapitän I. Schmidt aus Fredericia spielte eine wichtige Rolle für die Inbetriebnahme der Langelandsbane, da dieses Schiff den größten Teil der Schienenfahrzeuge dorthin beförderte.
Am 26. Mai 1911 kam das Schiff von Orehoved, beladen mit den drei Lokomotiven LB 1–3 und vier offenen Güterwagen. Diese waren bei Henschel in Kassel gebaut worden. Die Lokomotiven alleine bildeten einen Wert von etwa 70.000 Kronen.
Am nächsten Tag wurden die ersten Personenwagen, fünf Wagen der 3. Klasse, mit dem Schiff auf die Insel gebracht. Die Wagen waren bei Scandia in Randers gebaut worden. Sie waren mit elektrischer Beleuchtung sowie mit einem Akkumulator zur Pufferung ausgestattet. Einer der Wagen besaß ein Postabteil. Dazu wurden zwei weitere Güterwagen nach Langeland gebracht.
Für den 28. Mai ist die Lieferung von drei Bänkewagen (dänisch Bænkevogne) von Arlöfs Mekaniska Verkstad & Waggonfabrik vermerkt (Güterwagen, die mit Bänken für den Personentransport ausgerüstet werden konnten), dazu zwei Gepäckwagen, ebenfalls von Arlöf.
Weitere Wagen wurden einen Tag später geliefert, so dass fünf 3. Klasse-Wagen, ein 2. Klasse-Wagen, drei kombinierte 2./3. Klasse-Wagen sowie zwei kombinierte Personen-/Post-Wagen von Scandia vorhanden waren. Alle Wagen waren als Durchgangswagen ausgeführt, die 3. Klasse- und 2. Klasse-Wagen hatten den Gang in der Mitte mit Sitzen an den Seiten. Die kombinierten Wagen hatten einen Seitengang, die Toilette lag zwischen den beiden Wagenklassen. Alle Fahrzeuge waren mit einer Vakuum-Notbremse ausgestattet.
Am 5. Juli brachte die Fähre den Triebwagen LB M 1 und weitere Bänkewagen.

## Unfall
Bei einem Unfall am 7. Juli 1935 fuhr die Marie im Hafen von Thyborøn bei schwierigen Bedingungen an die Kaimauer. An Bord befanden sich 320 Passagiere, 17 wurden leicht verletzt. Nach diesem Unfall wurde die Fähre nicht mehr repariert.

## Verkauf und Verschrottung
Am 30. Dezember 1935 wurde das Schiff an die Schrottfirma Petersen & Albeck in Kopenhagen verkauft. Dort wurde sie 1936 verschrottet.